# André Carlhian
André Carlhian, né le 30 décembre 1883 dans le 10e arrondissement de Paris et mort le 29 décembre 1967 dans le 16e arrondissement de Paris, est un antiquaire et décorateur français, spécialisé dans les boiseries et le papier peint panoramique.

## Biographie
Né le 30 décembre 1883, André Carlhian est le fils d'Anatole Carlhian, 46 ans, commissionnaire en marchandises, et de Marie Albertine Hauduc, 32 ans, sans profession, domiciliés au 30 rue Beaurepaire dans le 10e arrondissement de Paris.
À partir de 1906, il dirige la Société Carlhian et Cie, dont on trouve des succursales à Buenos Aires, Cannes, Londres et New York.
Il se marie le 20 septembre 1909 à Chantilly, Oise, avec Marie Constance Henriette Balézeaux, fille d’un notaire adjoint au maire de la ville.
Il est membre de la Société de l'histoire de Paris et de l'Île-de-France entre 1923 et 1925.
En 1944, il fonde avec les décorateurs Henri Jansen et Dominique[Qui ?] le Centre d’art et de techniques.
À son décès, il est domicilié à Gouvieux, dans l’Oise.
Après sa mort, l’ensemble de sa collection est dispersé lors d’une vente aux enchères organisée au palais Galliera à Paris.

## Réalisations
- Villa Duchapt, Cannes : André Carlhian travaille pendant deux ans à la décoration de cette maison[7].

- Résidence de l’ambassadeur du Canada en France, Paris (en collaboration avec Henri Jansen).

## Publications
- Panoramas en papier peint ancien, 1936.
- Décoration de France : appartements et hôtels particuliers, Les publications de France, 1949 (participation).

## Archives
- Les archives de la maison Carlhian (1867-1988) sont détenues par le Getty Research Institute à Los Angeles, États-Unis[8].

- Son importante documentation sur les papiers peints est conservée par le musée des Arts décoratifs à Paris[2].